# Parque Nacional Gumot
O Parque Nacional Gumot é um parque nacional a grande altitude no nordeste do Paquistão. Ele está localizado dentro do Vale Neelum em Azad Jammu e Caxemira. Os esforços de conservação no Parque Nacional Gumot são financiados pelo Programa de Pequenos Subsídios do Global Environment Facility e implementados pela Himalayan Wildlife Foundation. O parque nacional é significativo porque hospeda uma população do ameaçado Urso Pardo do Himalaia do Paquistão, conectado por uma rede de parques nacionais no norte do Paquistão, incluindo o Parque Nacional Deosai e o Parque Nacional Musk Deer.